# Acıbadem (Kadıköy)
Acıbadem  ("Mandorla amara" in Turco) è una mahalle del distretto di Kadıköy situata nella parte anatolica di Istanbul, in Turchia. Il quartiere ha quasi esclusivamente carattere abitativo.

## Geografia fisica
Aşköprü Caddesi separa Acıbadem dal quartiere di Rasimpaşa. La linea che va da Nazifbey Sokak a Tur Sokak e da lì a Yeni Duygu e Boyacı Mehmet Sokak forma il confine tra Acıbadem e Hasanpaşa, mentre Tekin, Gömeç, Eminbey, Alidede e Dinlenç Sokak formano il confine con Koşuyolu. Infine, Faikbey Mescidi e Şevket Paşa sokak formano il confine con il Quartiere di Acıbadem di Üsküdar.

## Storia
Acıbadem un tempo era una zona agreste con vasti prati, vigneti, giardini e boschetti. In essa si trovavano i padiglioni (in turco Köşk) dei cortigiani, dei sultani, dei principi e dei pascià ottomani. Oggi essa è invece un'area densamente popolata. Tra questo denso insediamento, ci sono edifici e luoghi che portano le tracce del passato. Una pietra di mira (in turco nişan taşı) fu eretta  durante il regno di Mahmud II nella parte del quartiere conosciuta ancora oggi come Nişantaşı. Si dice che il sultano abbia sparato ad un uovo a una distanza di mille gez (passi) dal suo padiglione, che oggi non esiste più, e la pietra di mira fu eretta li' in ricordo dell'evento. Anche il vicino quartiere di Koşuyolu è una zona in cui i cortigiani ottomani usavano andare a cavallo e dove ancora nel 1900-1920 venivano organizzate delle corse di cavalli.
Durante i lavori catastali del periodo repubblicano, fu deciso che la linea ottenuta procedendo da Şevket Paşa sokak a Acıbadem Sokak e seguendo Faikbey Mescidi Sokak per tutta la sua lunghezza sarebbe stata sotto la giurisdizione della Direzione del Catasto di Üsküdar a nord e della Direzione del Catasto di Kadıköy a sud, e i lavori catastali all'interno del quartiere Acıbadem furono completati di conseguenza. Sebbene la parte nord della linea Şevket Paşa Sokak- Faikbey Mescidi Sokak fosse collegata a Üsküdar nell'atto di proprietà, l'intero quartiere era sotto la giurisdizione del Comune di Kadıköy in termini di organizzazione amministrativa locale fino al 1984. Nel 1984, quando sono stati istituiti il Comune Metropolitano e i Comuni distrettuali, i confini comunali sono stati rivisti e le parti del quartiere di Acıbadem che erano unite al distretto di Üsküdar nell'atto di proprietà sono state unite al Comune di Üsküdar. Come risultato di questo processo, a Istanbul ci sono due quartieri Acıbadem confinanti, uno all'interno dei confini del Comune di Üsküdar e l'altro all'interno dei confini del Comune di Kadıköy.

## Monumenti e luoghi d'interesse
Tra gli edifici storici più importanti del quartiere di Acıbadem  ci sono il Köşk di Şehzade Ziyaeddin Efendi, conosciuto anche come Köşk di Sokullu, il Köşk dei Köçeoğlu e il Köşk di  Ahmet Celâleddin Pasha, che oggi si trova all'interno del Centro di Cura Speciale TSK di Çamlıca, la pietra di mira di Acibadem, il Köşk di Ahmet Ratip Pasha, che fungeva da Scuola Superiore Femminile Çamlıca, il Köşk di Mabeyinci Emin Bey, quello di Tırnakçı Salim Bey, che in seguito fu chiamato Köşk di Safter, la moschea di İbrahim Ağa, la moschea di Ethem Kaptan, la moschea di Acıbadem, a pianta quadrata e con un unico minareto, nota anche come moschea di Faik Paşa, la fontana di Baba Oğul, la fontana di Ayrılık e la torre dell'acqua bizantina di Acıbadem.